# Chelsea (hrabstwo Taylor)
Chelsea – jednostka osadnicza w Stanach Zjednoczonych, w stanie Wisconsin, w hrabstwie Taylor.